# Kërrnajë
Kërrnajë – wieś położona w północnej części Albanii w gminie Tropojë. Wieś położona jest siedemnaście kilometrów od miasta Tropojë.

## Demografia
Według spisu ludności z 1989 roku we wsi Kërrnajë mieszkało 692 mieszkańców.